# Grok
Grok(그록)은 xAI가 개발한 생성형 인공지능 챗봇이다. 같은 이름의 LLM(대형 언어 모델)을 기반으로 하며, 일론 머스크가 공동 창립한 OpenAI의 개발자인 챗GPT의 급격한 성장에 대한 직접적인 대응으로 일론 머스크의 이니셔티브로 개발되었다. 이 챗봇은 "유머 감각이 있다"고 광고되며 X에 직접 액세스할 수 있다. 현재 베타 테스트 중이며 X 프리미엄을 통해 이용할 수 있다.

## 같이 보기
- Auto-GPT
- 인공지능윤리
- 튜링 테스트
- 테이 (챗봇)

## Shi99999
1. ↑  “Open Release of Grok-1”. 《x.ai》 (영어). 2024년 3월 17일에 원본 문서에서 보존된 문서. 2024년 3월 18일에 확인함.
2. ↑  “Elon Musk's AI chatbot Grok now available in India, 46 other countries”. 《The Economic Times》. 2023년 12월 14일. ISSN 0013-0389. 2024년 1월 29일에 확인함.
3. ↑  https://twitter.com/XUK/status/1786831450110677476
4. ↑  “Elon Musk has regrets about ChatGPT, saying he's a 'huge idiot' for letting go of OpenAI”. 《Fortune》 (영어). 2023년 11월 11일에 원본 문서에서 보존된 문서. 2023년 11월 11일에 확인함.
5. ↑  Dean, Jason. “Elon Musk Says His New AI Bot 'Grok' Will Have Sarcasm and Access to X Information”. 《WSJ》 (Wall Street Journal). 2023년 11월 4일에 원본 문서에서 보존된 문서. 2023년 11월 4일에 확인함.
6. ↑  “Musk says his new AI chatbot has 'a little humour'”. 《BBC News》 (영국 영어). 2023년 11월 5일. 2023년 11월 8일에 원본 문서에서 보존된 문서. 2023년 11월 8일에 확인함.